# Temporada 1964-1965 del RCD Espanyol
Dades de la Temporada 1964-1965 del RCD Espanyol.

## Fets Destacats
- 24 d'agost de 1964: Gira per Alemanya i Àustria: Bayern de Múnic 1 - Espanyol 1[5]
- 26 d'agost de 1964: Gira per Alemanya i Àustria: Selecció austríaca 3 - Espanyol 3[6]
- 30 d'agost de 1964: Gira per Alemanya i Àustria: SV Austria Salzburg 0 - Espanyol 2[7]
- 7 de setembre de 1964: Amistós: Espanyol 2 - Olympique de Lió 1[8]
- 22 de novembre de 1964: Lliga: Deportivo de La Coruña 1 - Espanyol 4[9]
- 24 de gener de 1965: Lliga: Espanyol 5 - Real Oviedo 1[10]
- 3 d'abril de 1965: Branko Kubala va debutar a l'Estadi de San Mamés amb el RCD Espanyol a la edad de 16 anys i 83 dies,[11] convertint-se en el jugador més jove que mai ha vestit la samarreta blanc-i-blava en competició oficial.,[12] i la seva segona i darerra aparició fou davant del FC Sevilla a l'Estadi de Sarrià.

## Resultats i Classificació
- Lliga d'Espanya: Onzena posició amb 25 punts (30 partits, 12 victòries, 1 empat, 17 derrotes, 37 gols a favor i 39 en contra).
- Copa d'Espanya: Fou eliminat per l'Sporting de Gijón a setzens de final després de dos partits de desempats.

## Plantilla
| P   | Jugador                    | Lliga | Lliga | Copa d'Espanya | Copa d'Espanya |
| P   | Jugador                    | PJ    | G     | PJ             | G              |
| --- | -------------------------- | ----- | ----- | -------------- | -------------- |
| POR | Carmelo Cedrún             | 30    | -39   | 4              | -8             |
| POR | Rafael Piris               | -     | -     | -              | -              |
| POR | Benet Joanet               | -     | -     | -              | -              |
| DEF | Juan Manuel Tartilán       | 23    | -     | 4              | -              |
| DEF | Lluís Navarro              | 21    | -     | -              | -              |
| DEF | János Kuszmann             | 20    | 2     | 1              | -              |
| DEF | Manuel Fernández Osorio    | 12    | -     | -              | -              |
| DEF | Joan Bartolí               | 10    | -     | 4              | -              |
| DEF | Ignacio Miguel Bergara     | 9     | 1     | -              | -              |
| DEF | Vicente Alfonso            | 8     | -     | 2              | -              |
| DEF | Antoni Barnils             | 4     | -     | 1              | -              |
| DEF | Abel Hernández             | -     | -     | -              | -              |
| DEF | Josep Pey                  | -     | -     | -              | -              |
| DEF | Calixto Méndez             | -     | -     | -              | -              |
| MIG | Josep Maria Vall           | 27    | 5     | 2              | -              |
| MIG | Julià Riera                | 26    | 1     | 4              | -              |
| MIG | Carlos Ramírez             | 24    | 4     | 4              | -              |
| MIG | Joan Martínez Vilaseca     | 23    | 5     | 3              | 1              |
| MIG | Mohamed Selam Riaji        | 4     | -     | -              | -              |
| MIG | Jesús Tartilán             | 2     | -     | 1              | -              |
| MIG | Ramón Díaz Ramoní          | -     | -     | 1              | 1              |
| MIG | Antonio Domínguez          | -     | -     | -              | -              |
| DAV | Alfredo Di Stefano         | 24    | 7     | 3              | 2              |
| DAV | Manuel Idígoras            | 23    | 2     | 2              | 1              |
| DAV | José María Sánchez Rodilla | 20    | 5     | 3              | 2              |
| DAV | Laszlo Kaszas              | 15    | 4     | 2              | -              |
| DAV | Just Tejada                | 3     | 1     | 3              | -              |
| DAV | Branko Kubala              | 2     | -     | -              | -              |
| DAV | José Antonio Soroa         | -     | -     | -              | -              |